# Tipula (Microtipula) retrorsa
Tipula (Microtipula) retrorsa is een tweevleugelige uit de familie langpootmuggen (Tipulidae). De soort komt voor in het Neotropisch gebied.